# Františkov (Velké Kunětice)
Františkov (niem.  Franzberg) – wieś, część gminy Velké Kunětice, położona w kraju ołomunieckim, w powiecie Jesionik, w Czechach.